# Alcoletge
Alcoletge (in catalano standard pronunciato [ɐɫkuˈledʤə] e localmente [aɫkoˈleʤe]) è un comune spagnolo di 1 784 abitanti situato nella comunità autonoma della Catalogna.